# Lóránt Hegedüs

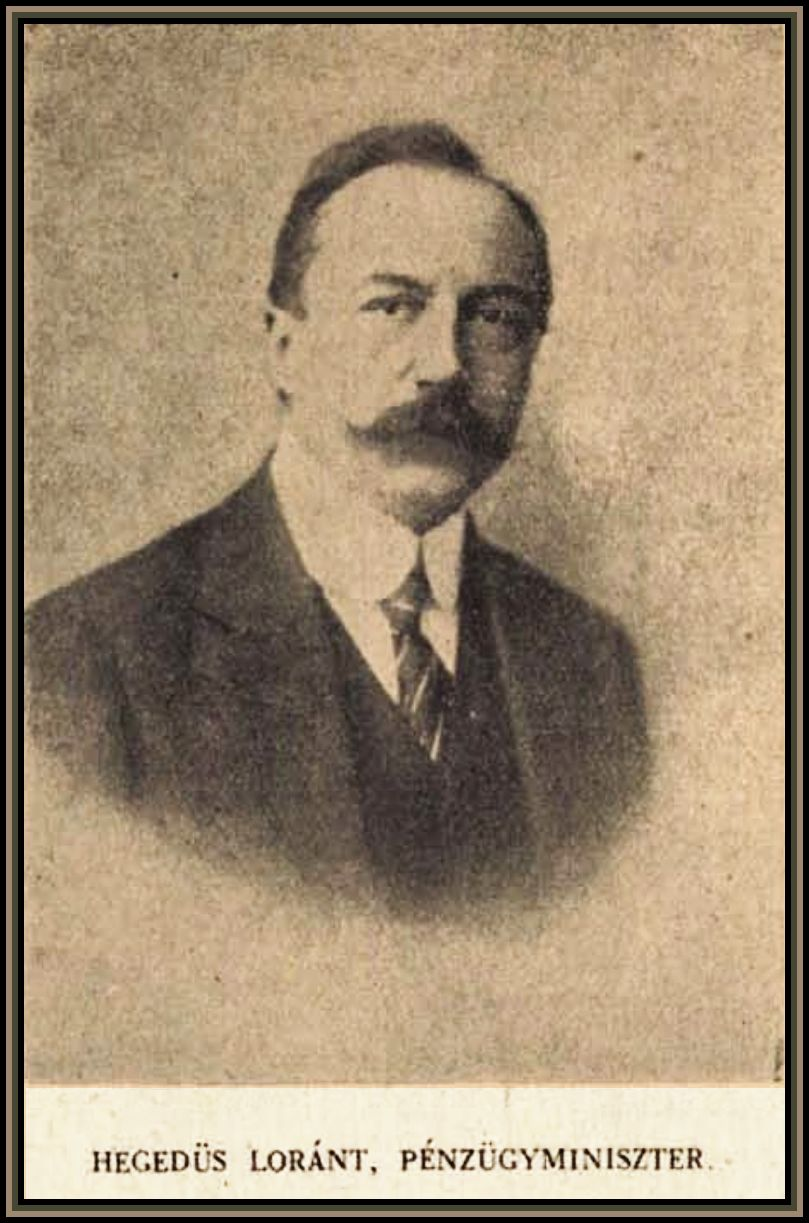
Lóránt Hegedüs, 1921

Lóránt Hegedüs von Magyarzsákod (* 28. Juni 1872 in Pest; † 1. Januar 1943 in Budapest) war ein ungarischer Politiker und Finanzminister (1920/21).

## Leben
Hegedüs wurde als Sohn des Handelsministers Sándor Hegedüs geboren und studierte in Berlin, London und Budapest. Von 1898 bis 1905 war er als Mitglied der Liberalen Partei für den Wahlkreis Pápa Reichstagsabgeordneter. Ab 1905 war er Mitglied des Landesverbandes der Fertigungsindustrie und war ab 1912 dessen Vizepräsident. Ab 1913 war er geschäftsführender Direktor der Pester ungarischen Handelsbank (ung. Pesti Magyar Kereskedelmi Bank) und hatte 1919 Anteil an der Gründung des Vereins der Sparkassen und Banken (TÉBE). 1920 wurde Hegedüs Mitglied der Kisfaludy-Gesellschaft und der Ungarischen Akademie der Wissenschaften. Vom 16. Dezember 1920 bis 27. September 1921 war er in den Kabinetten von Pál Teleki und István Bethlen Finanzminister. Während seiner Amtszeit versuchte er die innere Finanzlage zu stabilisieren, um im Ausland Kredite aufnehmen zu können. Dies scheiterte jedoch hauptsächlich am Widerstand der Großgrundbesitzer.